# Nieplanowane
Nieplanowane (ang. Unplanned) – dramat filmowy z 2019 o tematyce antyaborcyjnej w reżyserii Cary Solomon i Chucka Konzelmana. Film jest oparty na tytułowych wspomnieniach aktywistki Abby Johnson. Film śledzi losy Johnson jako kierowniczki kliniki aborcyjnej Planned Parenthood, a następnie stopniową zmianę poglądów Johnson, skutkującą jej zaangażowaniem w ruch antyaborcyjny.
Nieplanowane były dystrybuowane w Stanach Zjednoczonych przez ewangelicką wytwórnię Pure Flix od 29 marca 2019. Szczegóły dotyczące tematu filmu ukrywano przed opinią publiczną, aby nie dopuścić do gwałtownych protestów ze strony zwolenników aborcji. Przy budżecie liczącym 6 milionów dolarów Nieplanowane zarobiły 21 milionów dolarów.

## Fabuła
Abby Johnson jest początkowo wolontariuszką popierającą prawo kobiet do aborcji. Wkrótce zostaje jedną z najmłodszych dyrektorów kliniki Planned Parenthood. Przeprowadziła blisko 22 000 legalnych aborcji, wierząc głęboko w słuszność tego, co robiła. Pewnego dnia ujrzała coś, co nią wstrząsnęło i na zawsze zmieniło jej życie.

## Krytyka
Lekarze oraz pracownicy Planned Parenthood silnie krytykowali sposób przedstawiania zarówno aborcji, jak i samej kliniki, a część komentatorów opisywało film jako przejaw politycznej propagandy. Nieplanowane kwalifikowane są do wyłaniającego się zjawiska „kina chrześcijańskiej eksploatacji” (Christploitation), które posługuje się drastycznymi środkami wyrazu charakterystycznymi dla exploitation cinema.

## Obsada
- Ashley Bratcher: Abby Johnson
- Brooks Ryan: Doug
- Robia Scott: Cheryl
- Jared Lotz: Shawn
- Emma Elle Roberts: Marilisa
- Robin DeMarco: Kathleen
- Robert Thomason: Mike
- Tina Toner: Renee
- Sarah Hernandez: Elena
- Maura Corsini: Megan
- Lezl Gonzales: Taylor
- Kaiser Johnson: Jeff
- Andee Grace Burton: Grace
- Alexander Kane: Mark
- Stacey Bradshaw: Karen